# ألبرشت بفيستر
ألبرشت بفيستر (بالألمانية: Albrecht Pfister) (و. 1934  م) هو رياضياتي، وأستاذ جامعي ألماني، ولد في ميونخ.